# Loxostege peltalis
Loxostege peltalis là một loài bướm đêm trong họ Crambidae.